# شوتا کیمورا
شوتا کیمورا (انگلیسی: Shota Kimura؛ زادهٔ ۱۷ اکتبر ۱۹۸۸) بازیکن فوتبال اهل ژاپن است.
از باشگاه‌هایی که در آن بازی کرده‌است می‌توان به باشگاه فوتبال ماتسوموتو یاماگا اشاره کرد.